# Quarnevalen

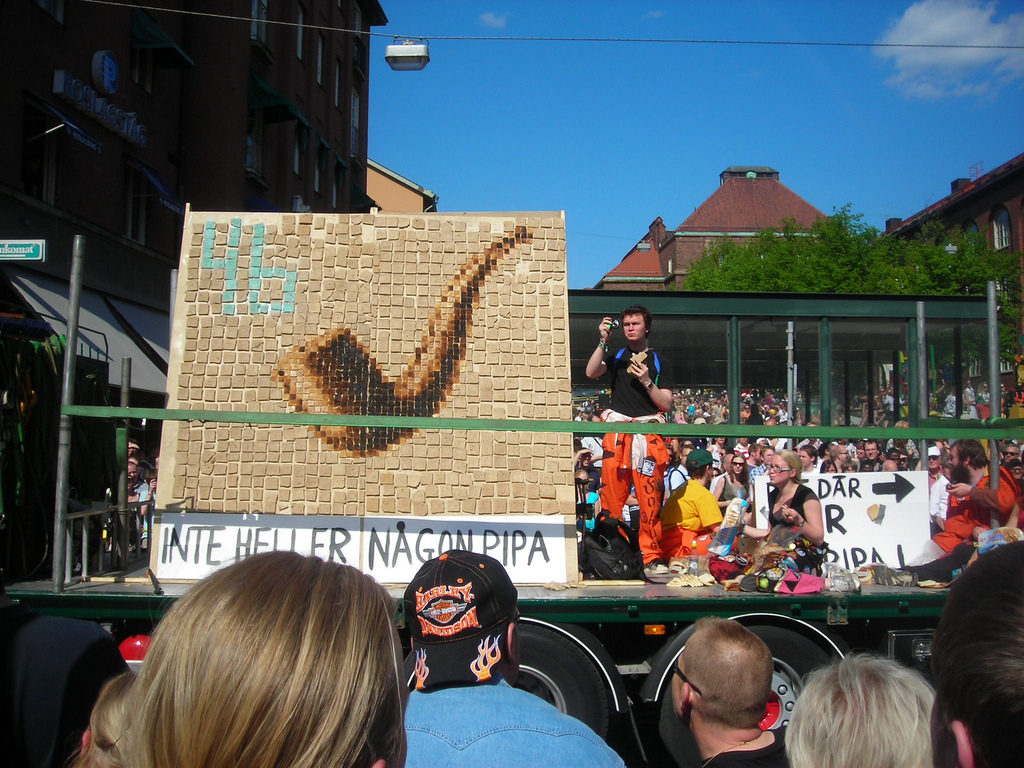
Referens till Magritte gjord av rostat bröd (maj 2008)

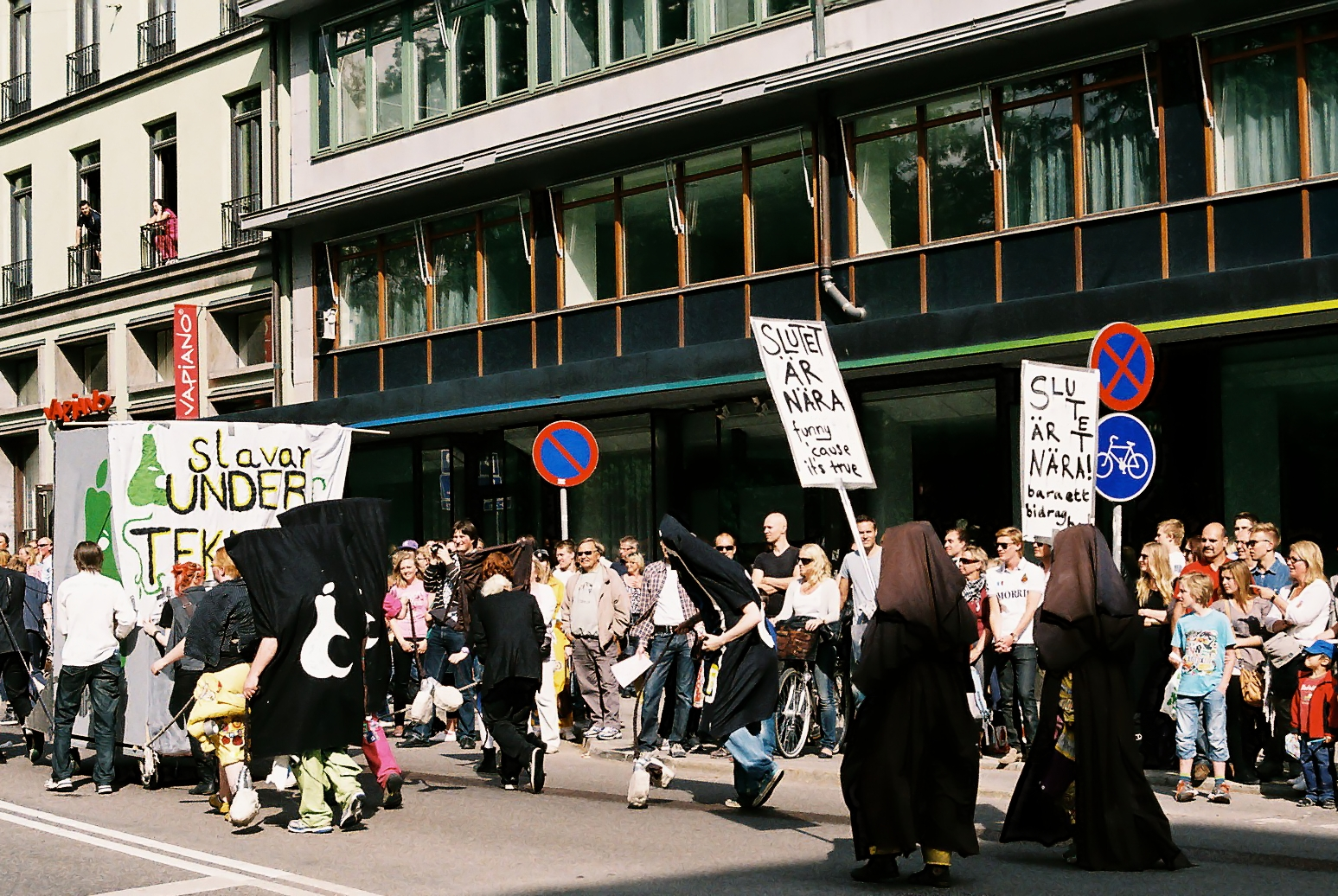
Quarnevalståget på Sturegatan 2011.

Quarnevalen är ett studentevenemang i Stockholm som arrangeras i maj vart tredje år av en ideell organisation med samma namn. Denna organisation är en av kulturverksamheterna på Tekniska Högskolans Studentkår.
Huvudattraktionen är Quarnevalståget, som rör sig genom Stockholms innerstad med uppemot 100 fantasifulla ekipage.
Utöver quarnevalståget så är det event och arrangemang under våren men aktiviteterna kulminerar i anslutning till veckan då ekipagebyggandet sker. Tåget beskådas av 400 000 personer enligt polisens beräkningar.
Varje år Quarnevalen anordnas skapas också Bruxanvisningen eller Bruxen som den populärt också kallas. Det är en tidning med i huvudsak humorsketcher, som ritas i samråd med annonsörer. Tidningen säljs av de deltagande studenterna runt om i Stockholm, för att finansiera ekipagen. År 2011 trycktes upplagan 100 001 st exemplar. Den första Bruxanvisningen kom ut år 1953. 
Quarnevalens maskot och övervakare är valen Q Arne Valén.
År 2014 gick Quarnevalen av stapeln lördagen den 10 maj klockan 14.08. Tåget startade vid KTH, och gick därefter längs Valhallavägen, Odengatan, Sveavägen, Kungsgatan, Sturegatan och slutligen upp till KTH igen.
De år då det inte är Quarneval arrangeras i stället Squvalp, en vattenburen motsvarighet till Quarnevalen. 
Quarnevalen ställdes in 2020 på grund av Covid-19, men var tillbaka som planerat år 2023. Nästa Quarneval går av stapeln 2026.

## Historia
Den första studentkarnevalen i Stockholm ägde rum 1910, då KTH-studenterna firade att en tvist med skolledningen var löst. Karnevalståget blev sedan en tradition som höll i sig till 1928, då det beslutade om ett tillfälligt uppehåll.
Kriget fördröjde en återstart, men 1953 blev det åter studentkarneval med anledning av att Stockholm fyllde 700 år. Karnevalståget gick från Norra Real till Skansen, och över 200 000 åskådare kom för att se spektaklet. Sedan hölls studentkarneval vartannat år fram till 1967 - därefter kom en tid med studentuppror och karnevalen föll i glömska.
Fram till 1967 hade SSCO haft ansvaret för karnevalen, men lämnade sedan över till Tekniska Högskolans Studentkår (THS). År 1977, då THS fyllde 75 år, återstartade traditionen och namnet ändrades till Quarnevalen. Karnevalsvägen ändrades också till sin nuvarande sträckning.
Quarnevalståget 1977 blev en succé och Quarnevalsutskottet försökte åter 1980 få tillstånd för en ny Quarneval, men detta år vägrade THS stödja arrangemanget ekonomiskt. Quarnevalsgeneralerna skapade då en QuarneVAL på vatten istället och Squvalp föddes. Squvalp har sedan dess genomförts de år Quarnevalen inte genomförts, med undantag för Covid-året — och därmed undantagsåret — 2020.
Mellan 1981 och 2017 har Quarnevalen varit en återkommande tradition vart tredje år i Stockholm.

## Bygglåtar
- 1981 – Det finns ingen väg tillbaka
- 1984 – Stanna på jorden
- 1987 – Det sker blott en gång
- 1990 – En sån strålande dag
- 1993 – Du är en riktig klippare du
- 1996 – Nu ska vi bygga, bygga
- 1999 – Min soliga dag
- 2002 – Mera Sol och Mera Värme
- 2005 – Sommar Sol och Semester
- 2008 – Du gör mig galen
- 2011 – Eva, strippan från Trosa
- 2014 – Flickorna i Göteborg
- 2017 – Kawasaki 900
- 2023 - Adress Rosenhill